# Вја Монталфољио (Пезаро и Урбино)
Вја Монталфољио је насеље у Италији у округу Пезаро и Урбино, региону Марке.
Према процени из 2011. у насељу је живело 25 становника. Насеље се налази на надморској висини од 299 м.